# 松雲軒
松雲軒是台灣第一家印刷機構，出現於清治道光初年，位於臺灣府城上橫街統領巷，據石暘睢之考察，即今陳德聚堂左邊。

## 沿革
松雲軒約是在道光初年，由盧崇玉創立於臺灣府城，使用的技術是雕版印刷。其營業項目主要是印刷善書經文，但也有出版治臺輿圖、科考範文、詩文集、童蒙讀本、譜牒籤詩等物。
松雲軒在臺灣日治時期大正年間仍繼續營業，此時經營者為盧乙。盧乙除了是松雲軒的經營者外，他也是西來庵意誠堂的正鸞生，在西來庵事件中，余清芳即是利用他所印刷的善書來暗中宣傳抗日思想。余清芳的抗日行動失敗後，盧乙也受到波及，之後最晚在大正十年（1922年）前他便將松雲軒的書版轉讓給高砂町昌仁堂的店主黃來成。後來由於第二次世界大戰的緣故，這些書版在昭和二十年（1945年）3月時毀於臺南市區的大轟炸之中。惟存二百八十六片《金剛般若波羅蜜多心經註解》書版輾轉倖存於德化堂。

## 出版品
松雲軒刻印坊曾經刻印有：《高王真經》、《金剛經注解》、《白衣神咒》、《文亭文集》、《三字經》、《潘公免災寶卷》、《澄懷園唱和集》、《一肚皮集》等古籍善書傳世。

## 外部連結
- 世界宗教博物館 善書寶卷典藏特展 （页面存档备份，存于）